# Anatol Wakuluk
Anatol Wakuluk (ur. 1953, zm. 15 października 2004) – polski dziennikarz i działacz polityczny, redaktor naczelny „Gazety Współczesnej” (1987–1991), członek Komitetu Wojewódzkiego PZPR w 1989 roku.

## Życiorys
Ukończył studia historyczne na Uniwersytecie Warszawskim – filii w Białymstoku. Był działaczem Socjalistycznego Związku Studentów Polskich. W 1987 objął redakcję białostockiej „Gazety Współczesnej” (obowiązki redaktora naczelnego pełnił do 1991), następnie był redaktorem naczelnym związanej z SLD „Gazety Tygodniowej”.
W latach 90. był przewodniczącym Rady Nadzorczej Radia Białystok. Od 1999 sprawował funkcję wiceprezesa SLD na Podlasiu. Od 2003 działał w Stowarzyszeniu „Ordynacka”, zasiadając w jego najwyższych władzach krajowych. W latach 2001–2004 pełnił obowiązki doradcy Włodzimierza Cimoszewicza i dyrektora jego biura poselskiego.